# Jozef Májovský
Jozef Májovský (ur. 10 czerwca 1920 w Preszowie, zm. 16 kwietnia 2012) – słowacki botanik i taksonom.
Ukończył studia na Uniwersytecie Słowackim (dzisiejszy Uniwersytet Komeńskiego) w Bratysławie, z którym związał swoją karierę akademicką. W 1948 r. został doktorem nauk przyrodniczych. W 1950 r. tymczasowo objął Katedrę Botaniki. W latach 1951–1956 katedrą kierował inny botanik, Ján Martin Novacký. Po jego nagłej śmierci Májovský przejął obie funkcje i został powołany na stanowisko docenta.
Był zasłużonym i honorowym członkiem Słowackiego Towarzystwa Botanicznego. W 1969 r. został uhonorowany odznaczeniem Za zásluhy o výstavbu. 
Jego dorobek naukowy obejmuje ponad sto prac.

## Publikacje
- Obrázková kvetena Slovenska, Obzor, 1965
- Rastliny vôd, močiarov a lúk, 1968, 1981
- Rastliny lesov I., Obzor, 1976
- Rastliny lesov II., Obzor, 1977
- Rastliny pieskov a strání, Obzor, 1977
- Karyotaxonomický prehľad flóry Slovenska, (z Augustínem Murínem) Veda, 1987